# ناوچه سبک کلاس اسلپنر
ناوچهٔ سبک کلاس اسلپنر (به انگلیسی: Sleipner-class corvette) یک کلاس از کشتی به طول ۶۹٫۳۳ متر (۲۲۷ فوت ۶ اینچ) است.